# 青森県立弘前高等学校
青森県立弘前高等学校（あおもりけんりつ ひろさきこうとうがっこう、Aomori Prefectural Hirosaki High School）は、青森県弘前市新寺町に所在する県立高等学校。
略称「弘高（ひろこう）」。
「ひろこう」は校歌にも歌われ、応援などにも使われる伝統的な略称である。しかし青森県立弘前工業高等学校の略称も「弘工（ひろこう）」と同じ音であるため、区別のために「ひろたか」「たか」「たが」と呼ばれる場合もあるが、俗称であり一般的に認められているものではない。

## 概要
歴史
1884年創立の「青森県中学校」（旧制中学校）を前身とする。当初は青森新町（現・青森市）に開校。1889年弘前市元寺町に移転、1893年弘前市新寺町の現在地に移転。5回の改称を経て1948年の学制改革により新制高等学校「青森県立弘前高等学校」に昇格し現在に至る。2023年に創立140周年を迎える。
設置課程・学科・定員
全日制課程 普通科 1学年定員240名(6学級)
かつては通信制課程も有していたが2002年03月31日に廃止された。
校訓
存在しないが、実質的な校訓のような言葉として「誰人天下賢」が管理棟や第一体育館などに飾られてある。
これは、弘前出身のジャーナリスト、陸羯南の五行絶句『名山出名土 此語久相伝 試間巌城下 誰人天下賢』の最後の部分から取ったもの。
教育目標
- 人間像 - 持って生まれたものを深くさぐって強く引き出す人
- 努力目標 - 「自学自習」・「規律ある自由」・「体力の増進」
- 重点目標 - 「授業の充実」・「高い理想と努力の継続」・「学習と部活動等の両立」・「逞しい心身の育成」

校章
官立弘高の大鵬の意匠を継承し、1948年の新制高校発足時に制定。1953年に現在のデザインに改定された。八稜鏡と大鵬の絵を組み合わせたものを背景にして、校名の「弘高」の文字（縦書き）を置いている。
校歌
作詞は相馬俊介、作曲は木村繁による。歌詞は2番まであり、両番に校名の「弘高」が登場する。
同窓会
「鏡ヶ丘同窓会」（鏡ヶ丘の読みは「かがみがおか」）と称している。

## 沿革
旧制中学校・新制高等学校（男子校）時代
- 1884年
  - 8月20日 - 東津軽郡青森新町（現・青森市）に「青森県中学校」（旧制中学校）が創立。
  - 10月06日 - 開校式を挙行。初代校長に一町田大江が就任。
- 1886年09月 - 中学校令の施行により、「青森県尋常中学校」と改称。
  - 入学資格を中学予備科を中学校予備の小学校等を卒業した12歳以上の男子、修業年限を5年（現在の中1～高2）とする。
- 1889年05月01日 - 弘前市元寺町に移転[注釈 2]。
- 1892年06月20日 - 火災により校舎が全焼。津軽産業倶楽部を借用し仮校舎として移転。
- 1893年
  - 9月28日 - 八戸分校を設置。
  - 12月12日 - 弘前市新寺町に新校舎が完成し移転を完了。
- 1895年
  - 3月16日 - 尋常中学校の新設（八戸分校が第二尋常中学校として独立）により、「青森県第一尋常中学校」と改称。
  - 4月01日 - 八戸分校が分離し、青森県第二尋常中学校として独立。
- 1899年04月01日 - 中学校令の改正により、「青森県第一中学校」と改称（「尋常」を除く）。
- 1902年06月01日 - 「青森県立第一中学校」と改称（県の後に「立」が加えられる）。
- 1908年09月23日 - 皇太子が来校。
- 1903年04月01日 - 「青森県立弘前中学校」と改称。青森県立第四中学校を統合し、木造分校とする。
- 1905年03月31日 - 木造分校を廃止。
- 1906年04月 - 定員を700名に増員。
- 1910年04月 - 定員を800名に増員。
- 1915年04月 - 定員を1,000名に増員。
- 1933年10月06日 - 創立50周年を記念し、財団法人弘前中学校奨学会（現・弘前高等学校奨学会）を創立。
- 1940年04月 - 定員を1,250名に増員。
- 1943年04月01日 - 中等学校令の施行により、この時の入学生から修業年限が4年となる。
- 1949年- 勤労動員が開始。
- 1945年
  - 3月 - 教育ニ関スル戦時非常措置方策により、修業年限4年施行の前倒しが行われ、5年生と4年生の合同卒業式を挙行。
    - 本来であれば、中等学校令の施行された1943年入学生が4年を修了する1947年03月に修業年限4年が施行されることとなっていた。しかし戦況の悪化などにより、中等教育令施行以前の1941年入学生にも修業年限4年（修業年限の1年短縮）が前倒して行われることとなった。そのため1940年入学の5年生と1941年入学の4年生の合同卒業式が挙行された。

  - 3月02日 - 定員を1,400名に増員。
  - 4月01日 - 学校での授業が停止される。ただし勤労動員は継続された。
  - 8月 - 終戦。
  - 9月 - 授業を再開。
- 1946年04月 - 修業年限が5年に戻る（ただし4年修了時点で卒業することもできた）。
- 1947年04月01日 - 学制改革（六・三制の実施）が行われる。
  - 旧制中学校の募集を停止。
  - 新制中学校を併設し（以下・併設中学校）、旧制中学校1・2年修了者を新制中学校2・3年生として収容。
  - 併設中学校は経過措置のためあくまで暫定的に設置されたため、新たに生徒募集は行われず、在校生が2・3年生のみであった。
  - 旧制中学校3・4年修了者はそのまま在籍し、4・5年生となった（4年修了時点で卒業することもできた）。
- 1948年
  - 4月01日 - 学制改革（六・三・三制の実施）により、旧制中学校が廃止され、新制高等学校「青森県立弘前高等学校」（男子校）が発足。
    - 通常制普通課程の生徒定員を1,200名とする。また通信教育部を併置し、定員を200名とする。
    - 旧制中学校卒業者（5年修了者）を新制高校3年生、旧制中学校4年修了者を新制高校2年生、併設中学校卒業者（3年修了者）を新制高校1年生として収容。
    - 併設中学校を継承し（名称:青森県立弘前高等学校併設中学校）、在校生が1946年に旧制中学校へ最後に入学した3年生を残すのみとなる。77
    - 大鵬の校章を制定。

  - 10月06日 - 鏡ヶ丘同窓会を創立。

新制高等学校（男女共学）
- 1949年03月31日 - 併設中学校を廃止。
- 1950年04月01日 - 女子生徒（16名）が初めて入学し、男女共学を開始。
- 1952年 - 「自治会誌」を創刊。
- 1953年 - 第1回ねぷた運行が行われる。校章の鵬が現在のものにリニューアル。
- 1958年
  - 8月31日 - 本館の移転改築工事により、鉄筋コンクリート造2階建ての鏡ヶ丘記念館が完成。
  - 12月06日 - 管理棟が完成。
- 1959年04月30日 - 秩父宮妃と三笠宮妃が来校。
- 1961年10月31日 - 通信教育部を通信制課程と改称。
- 1966年
  - 6月29日 - 第二体育館が完成。
  - 11月27日 -「あゆみ」同窓会が創立。
- 1971年03月 - 硬式野球部が第43回選抜高等学校野球大会（春のセンバツ甲子園）に初出場。
- 1972年12月26日 - 弘高野球部甲子園出場後援会からの寄付により、運動クラブ室が完成。
- 1973年07月05日 - 鉄筋コンクリート造4階建ての弘高会館（同窓会館）が完成。
- 1975年
  - 1月27日 - 野球場が完成。
  - 6月30日 - 野球会館が完成。
- 1978年09月30日 - 野球部後援会鷹揚会からの寄付により、硬式野球部室内練習場が完成。
- 1979年12月30日 - 財団法人弘前高等学校奨学会からの寄付により、体育準備室と部室が完成。
- 1980年08月10日 - 運動場を整備。
- 1983年
  - 3月10日 - 柔剣道場「鵬図館」が完成。
  - 9月10日 - 創立100周年記念事業として、空手・卓球場「百練館」が完成。旧制弘前中学校の校歌碑（火成安山岩）を建立。
  - 10月06日 - 創立100年記念式典を挙行。
  - 11月15日 - 弓道場「一矢館」が完成。
- 1986年12月08日 - 駐輪場が完成。
- 1988年01月11日 - 校門を新設。
- 1989年 - 第9回全国高等学校クイズ選手権で準優勝。
- 1991年09月28日 - 台風19号により管理棟の屋根、記念館の屋根が損壊するなどの被害を受ける。
- 1992年
  - 4月01日 - 通信制課程が青森県立北斗高等学校との定通併修（学校併修）を開始。
  - 5月28日 - 前年の台風で損壊した鏡ヶ丘記念館を復旧。
- 1993年07月19日 - 鏡ヶ丘記念館（旧青森県尋常中学校本館1棟・棟札1枚）が青森県指定文化財（県重宝）に指定。
- 1995年
  - 3月25日 - 第一体育館を改築。
- 1996年04月01日 - 男女併せ募集を実施。
- 1997年 - 第17回全国高等学校クイズ選手権で優勝。（番組初の海外での決勝開催で優勝）
- 1999年02月10日 - 特別教室棟を改修。
- 2000年03月23日 - 管理棟を改築。
- 2001年
  - 2月09日 - 推薦入学を実施。
  - 4月01日 - 学校評議員制度を導入。
  - 6月16日 - 図書館開放事業を開始。
- 2002年03月31日 - 通信制課程を廃止。
- 2003年
  - 1月24日 - 創立120周年を記念して生徒会館「北斗館」が完成。
  - 11月18日 - 御幸町の職員公舎B棟（3戸）を文学的遺産（太宰治の下宿）移転のため解体。
- 2004年02月24日 - 第二体育館を改築。
- 2006年- 県立高校改革により推薦入試を廃止し、2月に前期選抜、3月に後期選抜を実施。
- 2008年10月06日 - 普通教室棟（東側）の大規模改修を実施。
- 2012年12月20日 - 特別教室棟（東側）の大規模改修を実施。
- 2020年05月25日 - 新型コロナウイルス感染予防と拡大防止の観点から、「弘高祭」の中止を発表。

## 学校行事
弘高祭（文化祭）
弘前ねぷたまつりの前に行われている。弘高祭の初日に行われるメインイベントの「弘高ねぷた」は、創立70周年を記念して初めて運行され、以来毎年弘高祭で運行されている。当初は大型ねぷた1台のみであったが、現在は各クラス1台のねぷたと前灯篭を製作し、クラスごとに囃子をつけて運行されている。通常のねぷたであれば、製作に数ヶ月もの時間をかけ、骨組みも既成のものを使用するのが普通であるが、弘前高校のねぷたは制作期間は約10日から11日と短く、その期間で本体の土台や人形の骨組み、紙貼り、蝋付け、色塗りを行う。これは学業とのけじめを厳しくつけさせるためである。また、弘高ねぷたは人形ねぷたであり、弘前ねぷたまつりで主流となっている扇ねぷたではない。人形ねぷたは「ねぷた」ではなく「ねぶた」ではないかという議論もあるが、「ねぷた」と「ねぶた」の違いはその形状で区別するものではない。また囃子、掛け声も「弘前ねぷた」と同様である。以前は、朝5時から製作作業を行う早朝作業が行われていたが、騒音等周辺住民への迷惑となるため、中止となった。現在では総合的な学習の時間の題材としてねぷた製作が行われている。2020年は新型コロナウイルス感染予防と拡大防止の観点から中止となった。

## 生徒自治会活動
生徒会ではなく、生徒自治会がある。
自治会・各機関・局
- 自治会執行委員会
- 放送局
- 応援団

## 部活動

### 運動部
- 硬式野球部
- 軟式野球部
- サッカー部
- 硬式テニス部
- ソフトテニス部
- バドミントン部
- バスケットボール部
- 男子バレーボール部
- 女子バレーボール部
- 卓球部
- 弓道部
- 剣道部
- 柔道部
- 空手道部
- 陸上部
- 水泳部
- ボウリング部

### 文化部
- 吹奏楽部
- 合唱部
- JRC部
- 演劇部
- 写真部
- 美術部
- 茶道部
- 囲碁部
- 将棋部
- 軽音楽部
- 書道部
- 文藝部
- ダンス部
- 自然科学部
- 競技科学部

### 同好会
- ホームメイド同好会
- English Club
- 草花を愛する会
- 百科クラブ
- メディアクリエイト同好会

## 交通アクセス

### 最寄りの鉄道駅
- JR東日本 奥羽本線「弘前駅」下車、タクシー10分
- 弘南鉄道 大鰐線 「弘高下駅」下車、徒歩10分

### 最寄りのバス停
- 弘南バス「弘前高校前」下車、徒歩1分
  - 弘前駅 - 桜ヶ丘線（桔梗野・金属団地経由）
  - 弘前駅 - 久渡寺線（四中校経由）
  - ミニバス 弘前バスターミナル - 桜ヶ丘線（緑ヶ丘経由）
  - 板留 - 南高校線（黒石駅経由）
  - 宮園団地 - 南高校線
  - 藤代営業所 - 南高校線（浜の町経由）＊冬季運行